# Hasler Bern
Das Unternehmen Hasler AG in Bern entstand als Nachfolgeorganisation der Eidgenössischen Telegraphenwerkstätte (ETW), welche anfänglich ein staatlicher Betrieb der Eidgenossenschaft war und 1852 gegründet wurde. Gustav Adolf Hasler erwarb 1865 zusammen mit Albert Escher die ETW, die damit zur Basis der Hasler AG in Bern wurde. Daraus entwickelte sich bis 1986 der grösste Schweizer Telekommunikationskonzern mit den Tochtergesellschaften Favag AG und Autelca AG, bevor er durch Fusion mit Autophon und Zellweger Telecommunications zur Ascom Holding wurde.

## Geschichte

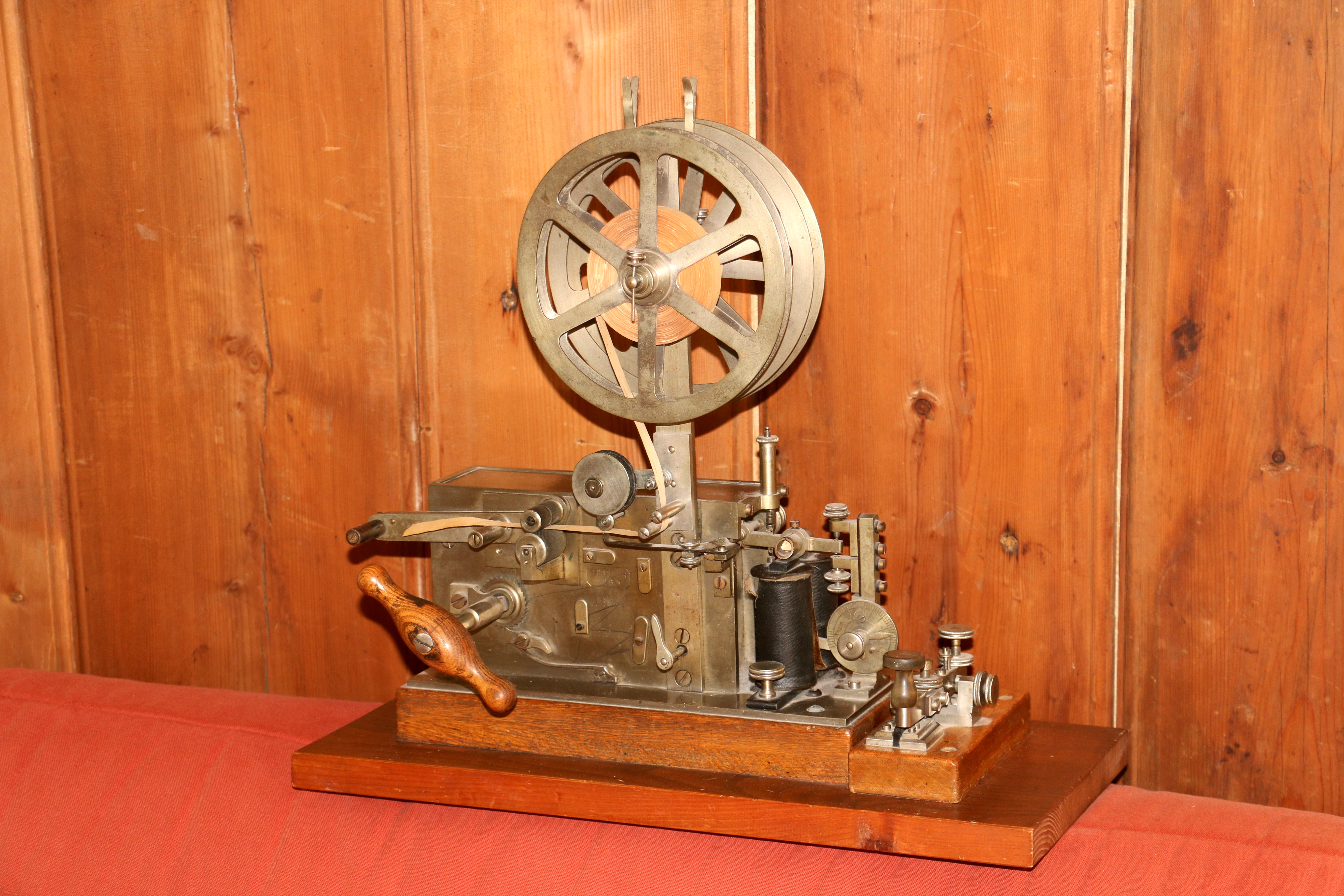
Hasler-Schreibtelegraf bei der Gotthardbahn im Einsatz

### Eidgenössische Telegraphenwerkstätte (ETW, 1852 bis 1865)
Der Schweizer Bundesrat entschied 1851, ein landesweites Telegraphennetz aufzubauen.
Die Schweiz wollte Telegraphenapparate in eigener Regie bauen und nicht ausschliesslich von ausländischen Lieferanten abhängig sein. Als erste Werkführer wurden der Württemberger Ingenieur Matthäus Hipp und der Uhrmacher Jakob Karl Kaiser verpflichtet. Ab 1852 wurden Telegraphenapparate nach dem Vorbild eines deutschen Apparates hergestellt und eine erste Verbindung von St. Gallen nach Zürich in Betrieb genommen. Bis Ende Jahr 1852 waren bereits 34 Telegraphenbüros mit 115 Telegraphen ausgerüstet. Hipp erfand wesentliche technische Neuerungen, sodass die verbesserten Schreibtelegrafen in mehrere Länder exportiert werden konnten. Der Feinmechaniker Gustav Adolf Hasler trat 1855 als Adjunkt in die ETW ein.
Hipp war aus politischen Gründen in die Schweiz gezogen. Er betrieb eine Mechanikerwerkstätte in Bern, bevor er an die ETW berufen wurde. In seinem Arbeitsvertrag wurde ihm zugesichert, dass er nebenbei auch auf eigene Rechnung Arbeiten ausführen dürfe. Hipp wurde gleichzeitig Inspektor der Technik des Telegraphenwesens in der Schweiz. Dank seiner erfolgreichen Tätigkeit machten bald seine privaten Nebeneinkünfte deutlich mehr aus als sein Salär als Angestellter. Beamte stellten dies fest und unterstellen die ETW neu dem Finanzdepartement. Daraufhin kündigte er 1860 seine Stelle bei der ETW und machte sich in Neuenburg NE selbständig, indem er die Fabrique des télégraphes et appareils éléctriques gründete. Bald wurde diese Fabrik zu einem Konkurrenten für die ETW. Nachdem die Nachfolger von Hipp unter der Geschäftsleitung von Albert Favarger mit der Nachfolgefirma Peyer, Favarger & Co in wirtschaftliche Schwierigkeiten gerieten, übernahm Hasler Bern 1927 die nun Favag S. A. genannte Fabrik, womit sich der Kreis schloss.
Hasler wurde Nachfolger von Hipp als Leiter der ETW und mit 30 Jahren der jüngste Leiter eines Bundesbetriebs. Zu dieser Zeit war Heinrich von Wild Professor der Physik und Direktor der Sternwarte in Bern. Er wandte sich an die ETW, um zusammen mit Hasler neue meteorologische Registrierinstrumente zu entwickeln und herzustellen. Es entstanden ein Thermograph und Geräte für die Messung von Regen und Wind. Später wurden diese Instrumente auch nach Russland exportiert, nachdem von Wild Direktor des physikalischen Zentralobservatoriums in Sankt Petersburg geworden war. Da 1861 rund 80 Prozent der ETW-Produktion in den Export ging, stellte sich die Frage der Privatisierung des staatlichen Betriebs. Es dauerte jedoch noch bis 1865 zu diesen Schritt.

### Telegraphenwerkstätte Hasler & Escher (1865 bis 1879)
Ab anfangs 1865 nannte sich die nun privatisierte Telegraphenwerkstätte Hasler & Escher. Heinrich Albert Escher war der neue Partner von Gustav Adolf Hasler. Escher hatte zuvor unternehmerische Erfahrung mit der Leitung von Eisenwerken gesammelt und wurde 1859 Direktor der Eidgenössischen Münzstätte in Bern. Er besorgte nebenamtlich die kaufmännische und finanzielle Leitung des jungen Unternehmens. Es entwickelte sich eine pragmatische Arbeitsteilung zwischen dem nun privatisierten Lieferanten und der Eidgenössischen Obertelegraphendirektion, welche sich über die nächsten Jahrzehnte nach der späteren Gründung der Post-, Telefon- und Telegrafenbetriebe (PTT) in entsprechenden Kulturen fortsetzte. Zu den Gemeinsamkeiten zählten die berufliche Ausbildung an den wenigen in Frage kommenden Fachschulen und Kontakte aus dem Militärdienst in der Schweizer Milizarmee.
Um Schwankungen bei den Aufträgen auszugleichen, wurde das Sortiment um Kontrolluhren in Bahnstationen zur Messung der Zugsgeschwindigkeit, telegrafische Wasserstandsanzeiger und Postfachanlagen erweitert.
Lars Magnus Ericsson weilte auf Weiterbildungsreisen zu technisch interessanten Betrieben 1874 auch bei Hasler, um dort dessen Instrumentenbau kennenzulernen und an einem Thermohygrografen mitzuwirken. Schon 1876 gründete er sein eigenes Unternehmen in Stockholm. Ericsson wurde später Lizenzgeber an Hasler für Telefonzentralen, 1924 für kleinere automatische Vermittlungszentralen und 1984 nach dem Abbruch des IFS-Vorhabens für das AXE-System. Umgekehrt übernahm die Nachfolgerin von Hasler, die Ascom Holding, Geschäftsbereiche für Personensuchanlagen und für das Testen von Mobilfunknetzen von Ericsson.

### Telegraphenwerkstätte von G. Hasler (1880 bis 1909)

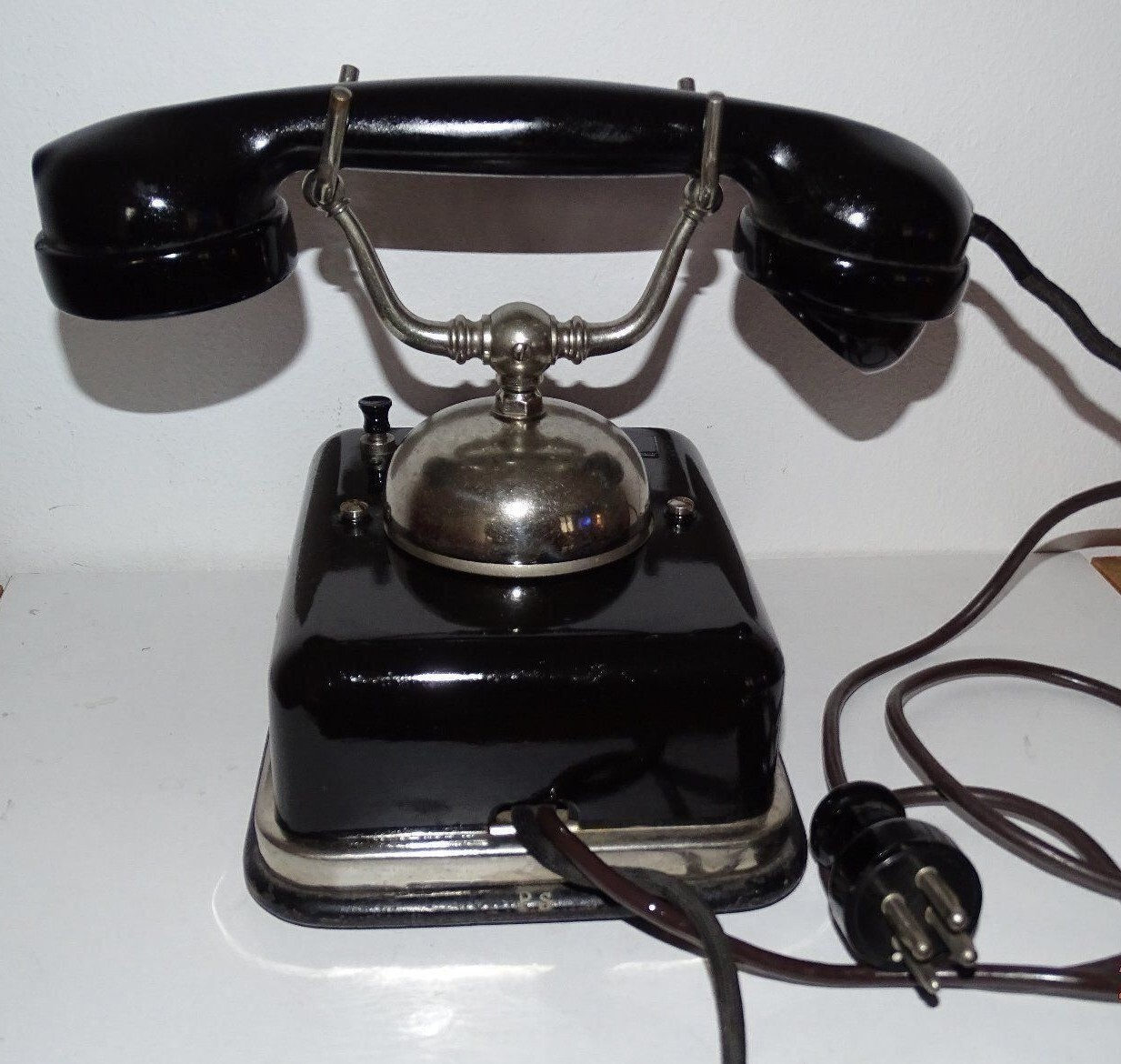
ZB-Station Mod. 1909, Baujahr 1917, Lizenz Zwietusch

Geschäftspartner Heinrich Albert Escher überliess 1879 auf dem Krankenbett seine Anteile Gustav Adolf Hasler, so dass Hasler Alleininhaber wurde. Deshalb wurde das Unternehmen umbenannt.
Die Einführung der Telefonie, vorerst für ein Netz in der Stadt Zürich ab 1880, eröffnete neue Geschäftsmöglichkeiten. Nachdem anfänglich Telefonapparate aus den USA eingeführt wurden, startete Hasler deren Herstellung, sodass bereits an der Schweizer Landesausstellung von 1883 in Zürich Hasler als Lieferant in Erscheinung trat. Eine Hasler-Telefonzentrale für die Handvermittlung von 50 Teilnehmern ist seit 1886 nachgewiesen.
Ein weiterer für die Zukunft bedeutender Geschäftszweig wurden Geschwindigkeitsmessgeräte insbesondere für Lokomotiven. Lieferungen erfolgten ab 1887. Die Schweizer Patentschrift Nr. 3950 von 1891 mit Gustav Adolf Hasler als Erfinder betrifft Verbesserungen an registrierenden Geschwindigkeitsmessern insbesondere auch die Erfassung der zurückgelegten Wegstrecke, welche zu den Exporterfolgen beitrugen. Rund 20'000 solche Messgeräte aus der Hasler-Fabrikation konnten bis ins Jahr 2000 ausgeliefert werden. Die Fortsetzung dieses Geschäftsbereiches erfolgte durch die 2005 gegründete HaslerRail AG in Bern.
Der Gründer Gustav Adolf Hasler starb 1890. Sein Sohn Gustav Hasler übernahm als 22-jähriger die Geschäftsleitung an seiner Stelle. Die Personalbestand betrug zu diesem Zeitpunkt 100 Mitarbeiter. Er führte vor allem das Geschäft im rasch wachsenden Telefonmarkt weiter.

### Hasler AG Bern  (1909 bis 1963)

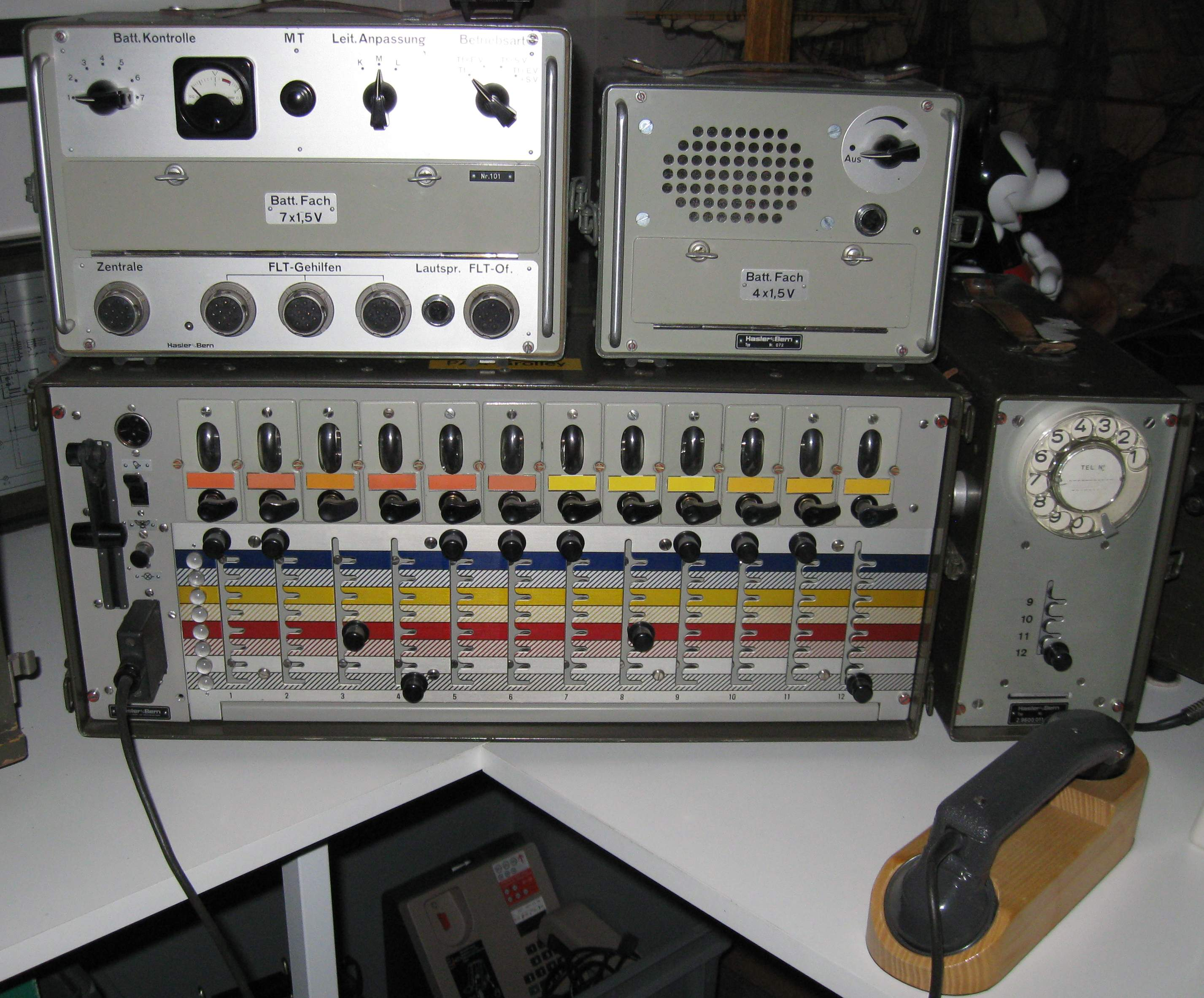
Feldtelefonzentrale Zen 57

Frankiermaschine F202

Das Unternehmen wurde 1909 als Aktiengesellschaft mit einem nominalen Aktienkapital von 1 Million Franken registriert und trug nun den Namen Hasler AG Bern.
Vor dem Ersten Weltkrieg wurden erstmals Sicherheits- und Signalisationssysteme ins Fabrikationsprogramm aufgenommen. Dazu gehörten halbautomatische Achszähler für Züge. Ab 1936 kamen Verkehrsregelungssysteme für den Strassenverkehr dazu.
Eine neue Produktlinie entstand 1922 für Frankiermaschinen, vorerst als Prototyp für den Handbetrieb und wie auch mit elektrischem Antrieb. Später folgten ab 1928 mehrere Generationen derartiger Maschinen für den Automatikbetrieb, wie auch Kuvertiermaschinen als Teil des Geschäftsbereichs Postbearbeitung. Frankiermaschinen kamen vor allem in Ländern mit stark schwankenden Währungen zum Einsatz, aber auch für Frachtbriefe und Steuerquittungen. Spätere Modelle wurden unter dem Namen Hasler Mailmaster vertrieben. In den USA wurde die Tochtergesellschaft Hasler Mailing Systems einer der Partner des United States Postal Service für solche Maschinen. Der Bereich Postschliessfächer konnte als alleiniger Hersteller in der Schweiz bis 1927 insgesamt 45'000 gelieferte Einheiten vermelden.
Die Telefonie führte zu neuen Anforderungen. Weil Telefonapparate teuer und Netzanschlüsse beschränkt verfügbar waren, entsprachen öffentliche Münzfernsprecher einem Bedürfnis. Der erste automatische Hasler-Münzfernsprecher wurde 1923 geliefert. Spätere Ausführungen überprüfen die eingeworfenen Münzen und kontrollieren die Gesprächsdauer mit einem Impulswerk.
Entscheidenden Anteil an der Entwicklung der Telefonie bei Hasler hatte der ab 1921 als Verwaltungsratsdelegierter tätige Karl Bretscher, welcher bis 1941 die Geschäftsleitung innehatte. Die Lizenzfabrikation von kleinen automatischen Telefonvermittlungszentralen begann 1924. Eine erste Hauszentrale wurde 1925 als HS 25 eingeführt. Daraufhin wurden vielseitig einsetzbare eigene Relais und Drehwähler entwickelt und hergestellt. Damit wurde die Eigenentwicklung HS 31 für das Schweizer Telefonnetz ermöglicht und der PTT geliefert. Später folgte der Zentralentyp HS 52, der letzten Zentrale in Analogtechnik mit einem rotierenden 120er-Sucher. Weil Hasler bis 1959 für alle Netzgruppen mit Ausnahme derjenigen in den grössten Städten die PTT-Amtszentralen lieferte, war dies nahezu die Hälfte des Schweizer Marktes und der bedeutendste Umsatzträger. Auch die Fabrikation von Telefonapparaten trug zum Umsatz bei.
Als die ETH Zürich die Digitalrechenanlage ERMETH entwickelte, beteiligte sich die Hasler finanziell und baute dafür ab 1952 Elektronikmodule in ihren Werkstätten.
Beim ältesten Schweizer Ausrüster der Fernmeldetechnik arbeiteten Ingenieure mit, welche im Laufe ihres Berufslebens in anderen Organisationen von Bedeutung wurden. So lernte Walter Hammer die Telefonie bei Hasler Bern kennen, bevor er Autophon in Solothurn gründete. Der spätere Erfinder der ersten elektronischen Armbanduhr Accutron Max Hetzel machte seinen Berufseinstieg bei Hasler in Bern. Auch Rudolf Trachsel arbeitet kurz bei Hasler Bern, bevor er bei der Schweizer PTT Karriere machte und deren oberster Leiter wurde. Karl Nicklaus arbeitete bei der Tochtergesellschaft Favag S. A. bei der Einführung von Transistoren mit und wurde später erfolgreicher Unternehmer in der Halbleiterchip-Branche als Gründer der ESEC in Zug. Später begann Walter Heutschi seine Berufslaufbahn bei der Hasler AG. Während seiner darauffolgenden Tätigkeit bei der Schweizer PTT wurde er zum Pionier der Entwicklung des Mobilfunks in der Schweiz. Er wurde NATEL-König genannt.
Schon in der Frühzeit von Hasler gab es Militäraufträge. So wurde bereits Morsetelegrafen in militärtauglicher Ausführung für die italienische und schweizerische Armee hergestellt. Vor dem Zweiten Weltkrieg wurden Kommandogeräte für die Schweizer Fliegerabwehr entwickelt. Nach dem Krieg kam das Modell 50 dazu, welches in Kombination mit Radar arbeitete und von verschiedenen Staaten beschafft wurde. Hasler-Telefonvermittlungsanlagen in militärischer Ausführung wurden über Jahrzehnte hinweg im Auftrag der Schweizer Armee hergestellt.

### Gründung der Stiftung Hasler-Werke 1948
Gustav Hasler blieb kinderlos. Deshalb übertrug er seine Aktien der Hasler AG an die 1948 gegründete Stiftung Hasler-Werke. Die Erträge sollten für Forschung und Ausbildung der Schweizer Telekommunikationsbranche verwendet werden. Nach dem Tod von Hasler im Jahr 1952 wurde die Stiftung rasch tätig und erwarb 1955 eine Lizenz von den Bell Laboratories für die Herstellung von Transistoren. Entsprechende Projekte der ETH Zürich wurden finanziert, um neue derartige Anwendungen in der Schweizer Industrie zu fördern. Weitere Forschungsprojekte auf unterschiedlichen Gebieten folgten.

### Hasler Holding AG  (1963 bis 1986)

Flugaufnahme eines in Bau befindlichen Hasler-Gebäudes an der Freiburgstrasse im Bodenweidquartier in Bern-Bümpliz

Fernschreiber Hasler SP 300

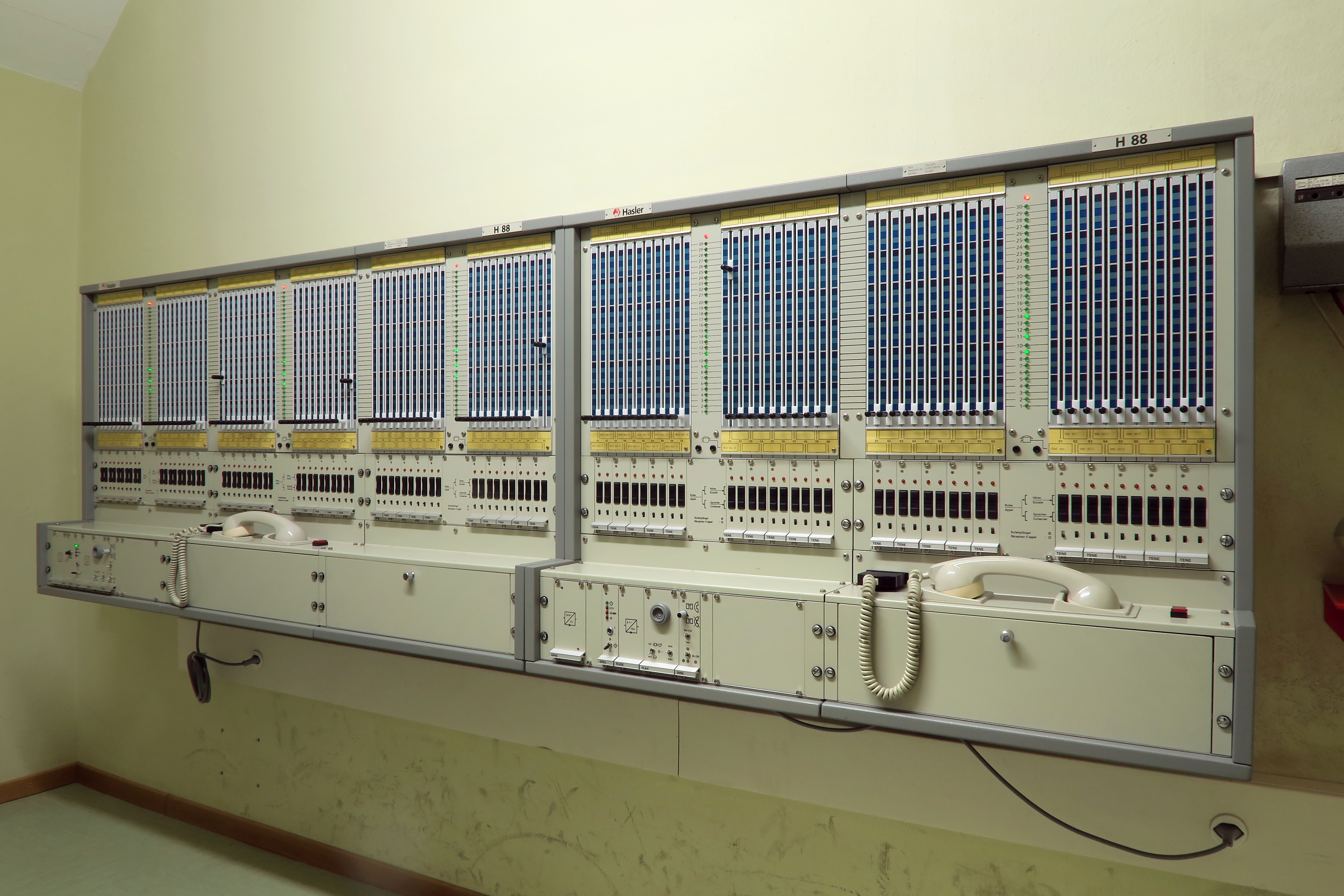
Telefonzentrale H-88 in der Festung Furggels

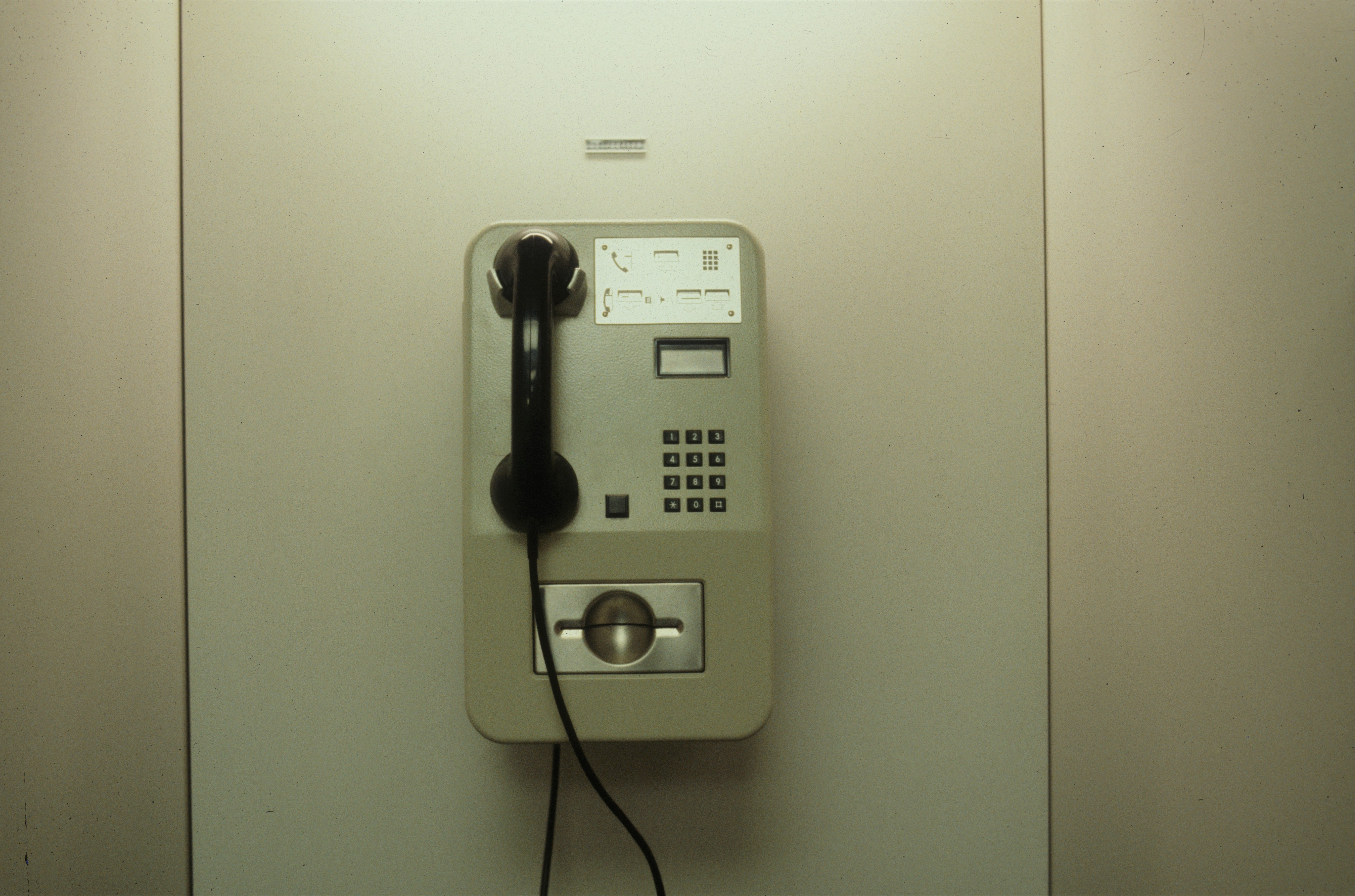
Kassierstation Autelca (1970 bis 1980)

Billetautomat Autelca in Stuttgart, D

Personensuchempfänger Hasler DS 2000

An der Autelca AG in Gümligen bestand seit 1954 eine Mehrheitsbeteiligung. Die seit 1960 bestehenden Unternehmen Hasler Signal AG und Hasler Registrierkassen AG wie auch Autelca und Favag wurden zusammen mit weiteren Tochtergesellschaften 1963 in die Hasler Holding AG als Dachorganisation integriert. Gleichzeitig fand eine Kapitalerhöhung statt.
Bei Autelca wurden die Geschäftsfelder Münzfernsprecher, Fahrscheinautomaten, Registrierkassen und Postbearbeitung zusammengefasst.
Seit 1953 nahm Hasler erneut Tätigkeiten im Bereich der Telegrafie auf, indem das automatische Fehlerkorrektursystem für Meldungen TOR (Teletype over Radio) entwickelt wurde. Der Fernschreiber SP 20 wurde ab 1971 produziert. Später folgte das Modell SP 300, wovon auch Dual-Geräte für arabische oder chinesische Schrift entwickelt wurden und ein Verschlüsselungszusatz von Gretag erhältlich war. Ein Meldungsvermittlungssystem wurde ebenfalls lanciert. Das Telexvermittlungssystem T200 wurde 1971 als Version T201 eingeführt. Leistungsfähigere Ausführungen folgten (T202 und T203). Telexzentralen konnten nicht nur der Schweizer PTT geliefert werden, sondern kamen insbesondere in Asien zum Einsatz. Insgesamt wurden 50 Zentralen weltweit verwendet.
Der Umsatz der Hasler Holding betrug 1974 über 800 Mio. Franken bei einem Personalbestand von 5000 Beschäftigten.
Eine Pionierleistung von Hasler war die Entwicklung des Systems für Integrierte Lokale Kommunikation (SILK). Es handelte sich um ein Local Area Network (LAN), welches damals im Gegensatz zum aufkommenden Ethernet auch für Sprachübertragung geeignet war. Dieses Konzept konnte sich wie auch andere LAN-Vorhaben bei später möglich gewordenen höheren Übertragungsdatenraten gegen Ethernet nicht durchsetzen.
In Telefonnetzen ist erforderlich, die Fernleitungen optimal zu nutzen. Dies geschieht durch Multiplextechniken, welche die Übertragung mehrerer Gespräche gleichzeitig erlauben. Anfänglich stellte Hasler Produkte für das Frequenzmultiplexverfahren her. Ab 1967 konnten digitale Zeitmultiplex-Übertragungseinheiten für die Puls-Code-Modulation (PCM) angeboten werden. Mit der digitalen PCM-Technik eröffnete sich die Möglichkeit, neue digitale Vermittlungszentralen zu entwickeln, bei welchen Telefoniekanäle nicht mehr physisch leitungsvermittelt werden. Dies gab Anlass zur Gründung des Projekts für ein Integriertes Fernmeldesystem, welches 1970 unter der Leitung der PTT mit den Partnern Hasler, Siemens-Albis und Standard Telephon und Radio die Arbeiten aufnahm. Als 1983 festgestellt werden musste, dass eine Weiterführung des Projekts wirtschaftlich keinen Sinn mehr machte, war dies für Hasler eine Zäsur. Es bedeutete, dass keine eigenen Amtszentralen mehr gefertigt werden konnten. Als Anbieter von Ericsson-Zentralen AXE war die Wertschöpfung für Hasler eingeschränkt. Ähnliches galt für grosse Telefonanlagen (en: PABX), wofür Hasler das Meridian-System SL-1 von Northern Telecom übernehmen musste, wobei Nortel inzwischen liquidiert wird.
Im Mai 1984 wurde nach Gesprächen unter den hauptsächlichen Schweizer Telekommunikationsausrüstern die Association Suisse de Communication gegründet, wobei es sich vorerst nur um die Koordination von noch selbstständigen separaten Unternehmen handelte. Erst 1986 erfolgte die Fusion zur Ascom Holding AG.
Ein damals als Randgebiet betrachtetes Geschäft waren drahtlose Personensuchanlagen, wobei Hasler die Eigenentwicklung DS 2000 für induktiv gekoppelte Suchgeräte jahrelang liefern konnte. Vorteile dieser drahtlosen Übermittlungstechnik waren die störungsarme Abgrenzung von den übrigen Funkfrequenzbereichen und kompakte Empfangsgeräte (Pagers) wegen der kleinen, gehäuseinternen Antennen. Daneben kaufte Hasler die Tateco AB in Göteborg, Schweden. Daraus ist inzwischen der einzige verbleibende Geschäftszweig der Ascom Holding geworden. Weitere Geschäftsteile wurden von andern Unternehmen übernommen und teilweise weitergeführt.

## Würdigung
In der Stadt Bern sind eine Strasse und eine Tramhaltestelle beim ehemaligen Hauptsitz nach Hasler benannt.
Diverse Geräte von Hasler sind im Museum für Kommunikation Bern und im Museum Enter Technikwelt Solothurn ausgestellt. Die Parallelüberlieferung eines Grossteils der Akten von Hasler, die im Austausch mit den zuständigen Bundesbehörden, den Post-, Telefon- und Telegrafenbetrieben (PTT), entstanden sind, befindet sich im PTT-Archiv in Köniz.